# AFL - Division IV 2019
La AFL Division IV 2019 è stata la 5ª edizione del campionato di football americano di quinto livello, organizzato dalla AFBÖ.

## Squadre partecipanti
| Club                   | Città               | Stadio | Sponsor ufficiale | Risultato nella stagione 2018 |
| ---------------------- | ------------------- | ------ | ----------------- | ----------------------------- |
| Air Force Hawks        | Tulln an der Donau  |        |                   |                               |
| BSK Ravens             | Bischofshofen       |        |                   |                               |
| Carnuntum Legionaries  | Bruck an der Leitha |        |                   |                               |
| Gladiators Ried        | Ried im Innkreis    |        |                   |                               |
| Huskies Wels           | Wels                |        |                   |                               |
| Klosterneuburg Broncos | Klosterneuburg      |        |                   |                               |
| Mostviertel Bastards   | Ybbs an der Donau   |        |                   |                               |
| Salzburg Bulls 2       | Salisburgo          |        |                   |                               |
| Styrian Reavers        | Tillmitsch          |        |                   |                               |
| Traun Steelsharks 2    | Traun               |        |                   |                               |
| Vikings Super Seniors  | Vienna              |        |                   |                               |

## Stagione regolare

### Calendario

#### 1ª giornata
| 23 marzo 2019, ore 15:00 | Huskies Wels | 14 – 8 (7-0 7-0 0-0 0-8) referto | Salzburg Bulls 2 |  |

| Traun 23 marzo 2019, ore 17:00 | Traun Steelsharks 2 | 60 – 33 (8-7 26-13 20-7 6-6) referto | BSK Ravens | Trauner Stadion |

#### 2ª giornata
| Fischamend 6 aprile 2019, ore 15:00 | Carnuntum Legionaries | 34 – 12 (0-6 21-0 13-0 0-6) referto | Klosterneuburg Broncos | Arbeiter- Turn und Sportverein Fischamend (400 spett.) |

| Vienna 6 aprile 2019, ore 15:00 | Vikings Super Seniors | 0 – 40 (0-20 0-0 0-6 0-14) referto | Air Force Hawks | Footballzentrum Ravelinstraße |

| Bischofshofen 7 aprile 2019, ore 15:00 | BSK Ravens | 32 – 56 (6-12 12-22 6-0 8-22) referto | Gladiators Ried | BSK-1933 |

| Sarling 7 aprile 2019, ore 15:01 | Mostviertel Bastards | 28 – 40 (13-13 0-12 7-0 8-15) referto | Styrian Reavers | AfochFit-Arena |

#### 3ª giornata
| Tillmitsch 14 aprile 2019, ore 14:00 | Styrian Reavers | 48 – 7 (0-7 21-0 21-0 6-0) referto | Vikings Super Seniors | Tillmitsch Sportplatz |

| Weidling 14 aprile 2019, ore 14:00 | Klosterneuburg Broncos | 33 – 30 (20-6 0-8 13-8 0-8) referto | Mostviertel Bastards | Broncos Field |

| 14 aprile 2019, ore 14:00 | Air Force Hawks | 0 – 26 (0-0 0-13 0-13 0-0) referto | Carnuntum Legionaries |  |

| Salisburgo 14 aprile 2019, ore 15:00 | Salzburg Bulls 2 | 8 – 33 (0-0 2-18 0-0 6-15) referto | Traun Steelsharks 2 | Bulls Field |

#### 4ª giornata
| Ried im Innkreis 27 aprile 2019, ore 14:00 | Gladiators Ried | 30 – 19 (6-2 6-17 12-0 6-0) referto | Huskies Wels | Coloseum Noricum |

| Vienna 27 aprile 2019, ore 17:00 | Vikings Super Seniors | 6 – 40 (0-6 0-14 6-6 0-14) referto | Styrian Reavers | Footballzentrum Ravelinstraße |

| Weidling 28 aprile 2019, ore 14:00 | Klosterneuburg Broncos | 14 – 43 (0-14 0-7 7-8 7-14) referto | Air Force Hawks | Broncos Field |

| Salisburgo 28 aprile 2019, ore 15:00 | Salzburg Bulls 2 | 34 – 12 (0-0 7-6 14-0 13-6) referto | BSK Ravens | Bulls Field |

| Fischamend 28 aprile 2019, ore 15:00 | Carnuntum Legionaries | 34 – 6 (3-0 14-0 10-0 7-6) referto | Mostviertel Bastards | Arbeiter- Turn und Sportverein Fischamend (330 spett.) |

#### 5ª giornata
| Traun 11 maggio 2019, ore 17:00 | Traun Steelsharks 2 | 59 – 20 (24-8 22-12 0-0 13-0) referto | Gladiators Ried | Trauner Stadion (700 spett.) |

#### 6ª giornata
| Ried im Innkreis 25 maggio 2019, ore 14:00 | Gladiators Ried | 12 – 0 (6-0 0-0 0-0 6-0) referto | Salzburg Bulls 2 | Coloseum Noricum |

| 25 maggio 2019, ore 15:00 | Huskies Wels | 24 – 34 (70 10-14 0-0 7-20) referto | Traun Steelsharks 2 |  |

| Ybbs an der Donau 26 maggio 2019, ore 15:00 | Mostviertel Bastards | 64 – 8 (26-0 12-8 14-0 12-0) referto | Vikings Super Seniors | Wüsterstrom Arena |

| 26 maggio 2019, ore 15:00 | Air Force Hawks | 26 – 0 (13-0 6-0 0-0 7-0) referto | Klosterneuburg Broncos |  |

#### 7ª giornata
| Tillmitsch 9 giugno 2019, ore 14:00 | Styrian Reavers | 17 – 14 (0-0 14-7 0-0 3-7) referto | Carnuntum Legionaries | Tillmitsch Sportplatz |

| Bischofshofen 9 giugno 2019, ore 15:00 | BSK Ravens | 30 – 25 (20-7 7-18 3-0 0-0) referto | Huskies Wels | BSK-1933 |

#### 8ª giornata
| Traun 15 giugno 2019, ore 14:00 | Traun Steelsharks 2 | 27 – 20 (0-6 7-6 14-8 6-0) referto | Salzburg Bulls 2 | Trauner Stadion |

#### 9ª giornata
| 29 giugno 2019, ore 15:00 | Huskies Wels | 21 – 8 (0-0 7-8 7-0 7-0) referto | Gladiators Ried |  |

| Fischamend 29 giugno 2019, ore 15:00 | Carnuntum Legionaries | 51 – 13 (20-0 6-0 6-6 19-7) referto | Vikings Super Seniors | Arbeiter- Turn und Sportverein Fischamend |

| 29 giugno 2019, ore 16:00 | Air Force Hawks | 22 – 40 (8-8 8-16 0-8 6-8) referto | Mostviertel Bastards |  |

| Weidling 30 giugno 2019, ore 14:00 | Klosterneuburg Broncos | 6 – 28 (0-7 6-13 0-0 0-8) referto | Styrian Reavers | Broncos Field |

| Bischofshofen 30 giugno 2019, ore 15:00 | BSK Ravens | 22 – 34 (6-0 0-21 0-10 16-3) referto | Traun Steelsharks 2 | BSK-1933 |

#### 10ª giornata
| Ried im Innkreis 6 luglio 2019, ore 14:00 | Gladiators Ried | 35 – 0 (6-0 23-0 6-0 0-0) referto | BSK Ravens | Coloseum Noricum |

| Tillmitsch 6 luglio 2019, ore 15:00 | Styrian Reavers | 32 – 0 (7-0 12-0 13-0 0-0) referto | Air Force Hawks | Tillmitsch Sportplatz |

| Weidling 6 luglio 2019, ore 16:00 | Vikings Super Seniors | 19 – 33 (13-7 0-7 0-7 6-12) referto | Klosterneuburg Broncos | Broncos Field |

| Salisburgo 7 luglio 2019, ore 15:00 | Salzburg Bulls 2 | 33 – 28 (13-0 13-14 7-7 0-7) referto | Huskies Wels | Bulls Field |

| Sarling 7 luglio 2019, ore 16:00 | Mostviertel Bastards | 40 – 19 (14-10 14-2 6-7 6-0) referto | Carnuntum Legionaries | AfochFit-Arena |

### Classifica
La classifica della regular season è la seguente:
- PCT = percentuale di vittorie, G = partite giocate, V = partite vinte,  P = partite perse, PF = punti fatti, PS = punti subiti

#### Conference A
| Pos. | Squadra             | PCT   | G | V | N | P | PF  | PS  |
| ---- | ------------------- | ----- | - | - | - | - | --- | --- |
| 1    | Traun Steelsharks 2 | 1.000 | 6 | 6 | 0 | 0 | 247 | 127 |
| 2    | Gladiators Ried     | .667  | 6 | 4 | 0 | 2 | 161 | 131 |
| 3    | Huskies Wels        | .333  | 6 | 2 | 0 | 4 | 131 | 143 |
| 4    | Salzburg Bulls 2    | .333  | 6 | 2 | 0 | 4 | 103 | 126 |
| 5    | BSK Ravens          | .167  | 6 | 1 | 0 | 5 | 129 | 244 |

#### Conference B
| Pos. | Squadra                | PCT   | G | V | N | P | PF  | PS  |
| ---- | ---------------------- | ----- | - | - | - | - | --- | --- |
| 1    | Styrian Reavers        | 1.000 | 6 | 6 | 0 | 0 | 205 | 61  |
| 2    | Carnuntum Legionaries  | .667  | 6 | 4 | 0 | 2 | 178 | 88  |
| 3    | Mostviertel Bastards   | .500  | 6 | 3 | 0 | 3 | 208 | 156 |
| 4    | Air Force Hawks        | .500  | 6 | 3 | 0 | 3 | 131 | 112 |
| 5    | Klosterneuburg Broncos | .333  | 6 | 2 | 0 | 4 | 98  | 180 |
| 6    | Vikings Super Seniors  | .000  | 6 | 0 | 0 | 6 | 53  | 276 |

## Playoff

### Tabellone
|  | Semifinali | Semifinali            | Semifinali |                     |    | V Mission Bowl  | V Mission Bowl | V Mission Bowl |  |
|  |            |                       |            |                     |    |                 |                |                |  |
|  | 1B         | Styrian Reavers       | 32         |                     |    |                 |                |                |  |
|  | 1B         | Styrian Reavers       | 32         |                     |    |                 |                |                |  |
|  | 2A         | Gladiators Ried       | 0          |                     |    |                 |                |                |  |
|  | 2A         | Gladiators Ried       | 0          |                     | 1B | Styrian Reavers | 14             |                |  |
|  |            |                       |            |                     | 1B | Styrian Reavers | 14             |                |  |
|  |            |                       | 1A         | Traun Steelsharks 2 | 10 |                 |                |                |  |
|  | 2B         | Carnuntum Legionaries | 1A         | Traun Steelsharks 2 | 10 | 12              |                |                |  |
|  | 2B         | Carnuntum Legionaries |            |                     |    |                 |                |                |  |
|  | 1A         | Traun Steelsharks 2   | 28         |                     |    |                 |                |                |  |

### Semifinali
| 20 luglio 2019, ore 16:00 | Styrian Reavers | 32 – 0 (7-0 19-0 6-0 0-0) referto | Gladiators Ried |  |

| 20 luglio 2019, ore 17:00 | Traun Steelsharks 2 | 28 – 12 (0-0 14-0 8-6 6-6) referto | Carnuntum Legionaries | (800 spett.) |

### V Mission Bowl
| Tillmitsch 28 luglio 2019, ore 15:00 | Styrian Reavers | 14 – 10 (0-7 0-3 7-0 7-0) referto | Traun Steelsharks 2 | Tillmitsch Sportplatz |

## Verdetti
- Styrian Reavers Vincitori dell'AFL Division IV 2019